# Independence Temple
L'Independence Temple è il più importante luogo di culto e di formazione spirituale della Comunità di Cristo, ubicato a Independence nello stato del Missouri.
Il tempio fu costruito dalla Comunità di Cristo a seguito di una rivelazione presentata alla loro Conferenza mondiale del 1984 dal profeta-presidente Wallace B. Smith, che rappresentava la parte finale di una serie di istruzioni ricevute e rese pubbliche dai suoi predecessori nel corso di 150 anni di storia della chiesa. La posa della prima pietra ebbe luogo venerdì 6 aprile 1990, mentre la dedicazione della struttura fu celebrata domenica 17 aprile 1994.
Il tempio, dedicato della pace, è uno dei più alti edifici di Independence.

## Struttura e costruzione

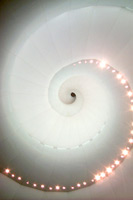
Vista della spirale catturata dal santuario del tempio.

Il tempio fu progettato dall'architetto statunitense Gyo Obata. Con una guglia in acciaio inossidabile che si eleva fino all'altezza di 91 piedi, la forma dell'edificio richiama il guscio a spirale del mollusco nautilo. La struttura ospita una collezione di opere d'arte religiosa moderna e tradizionale provenienti da tutto il mondo.
Il santuario è accessibile da un arco in vetro acidato raffigurante il bosco sacro nel quale Joseph Smith visse la sua prima esperienza rivelatrice. Il visitatore viene condotto ad percorrere un passaggio spiraliforme in spirale di pietra strutturata che sale dolcemente seguendo la forma perimetrale dell'edificio. Lungo il percorso sono presenti opere d'arte e una fontana simboleggiante l'acqua viva menzionata da Giovanni 4:10 per stimolare la riflessione interiore. La sala principale del tempio ospita circa 1.600 posti a sedere, un organo a canne Casavant con 60 fermate, 102 ranghi e 5.685 canne. All'ingresso, nella bocca della spirale, è posta la scritta inglese "The Field is White, Already to Harvest" in riferimento a Giovanni 4:35, un'ampia parete di vetro colorato che raffigura riso e grano, che ha vinto un premio dell'American Institute of Architects per l'arte religiosa. Adiacenti sono le enormi porte di uscita in bronzo che portano il sigillo della chiesa raffigurante il pacifico leone, agnello e l'infante menzionati dal verso di Isaia 11:6, unitamente alla parola "PACE". Gli ampi gradini si aprono su una piazza in mattoni intarsiati che rappresentano una mappa globale del mondo.

## Riti e ministeri
Alle 13.00 di ogni giorno ha luogo una preghiera quotidiana per la pace rivolta ad una qualche nazione del mondo. 

Accanto al luogo di preghiera, si apre una cappella di meditazione contenente dipinti di Jack Garnier che raffigurano i sacramenti eseguiti in tutto il mondo, che si apre su un giardino di meditazione in stile giapponese utile alle varie esigenze dei singoli o di piccoli gruppi di visitatori. Il tempio contiene anche gli archivi e gli uffici amministrativi della chiesa, la Temple School, i teatri utilizzati per i visitatori e per le riunioni, le presentazioni e le lezioni, un museo e un negozio di articoli da regalo. L'edificio è diventato un'attrazione turistica, visitata da 60.000 persone ogni anno.
Il tempio è considerato come un simbolo della missione della chiesa ed è stato a lungo strettamente associato alla teologia in via di sviluppo della denominazione di Sion o del pacifico Regno di Dio, inizialmente sostenuto da Gesù Cristo come Basileia tou theou. Il primo evento svoltosi nel tempio, prima della sua dedicazione, fu la Conferenza Internazionale delle Donne nel giugno del 1993.
 
Nel tempio sono celebrati i sacramenti della Comunione, dell'Amministrazione degli infermi (Imposizione delle mani) e dell'Ordinazione. Non vengono invece celebrate cerimonie in forma privata, essendo tutti i riti aperti alla partecipazione di chiunque. I luoghi inizialmente adibiti alla celebrazione dei ministeri furono sei.
Secondo Ken Robinson, ex membro della Prima Presidenza, il tempio «dà forma al nostro impegno per Gesù Cristo» il quale «è al centro del significato e dell'identità per i membri della ... Comunità di Cristo».

## Il Temple Lot

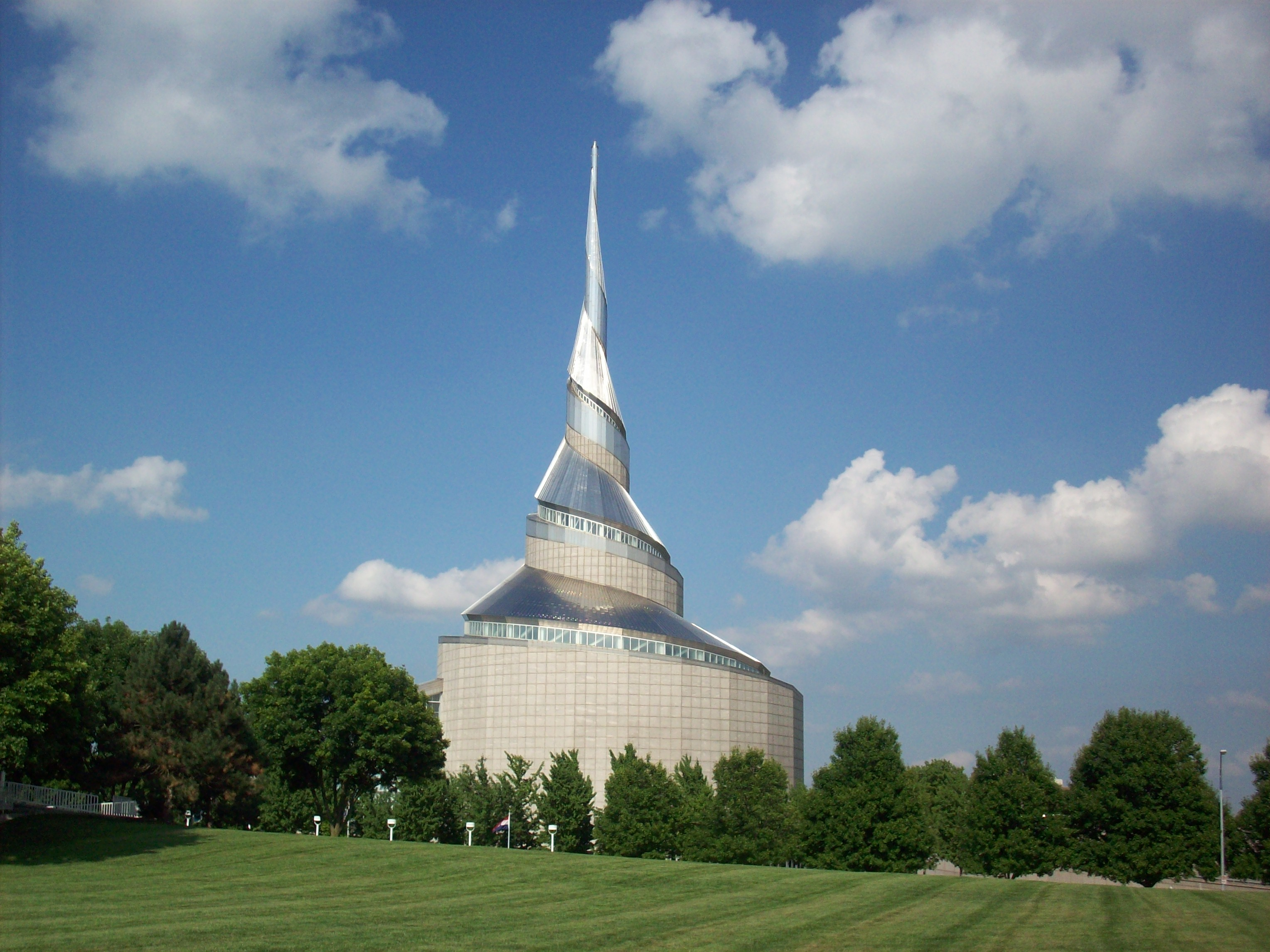
L'Independence Temple visto da Temple Lot

Nel 1831, Joseph Smith, bisnonno di Wallace B. smith, visitò la Contea di Jackson e profetizzò che lì sarebbe stato costruito un tempio per il Signore. La prima comunità dei Santi degli Ultimi Giorni acquisì un appezzamento di terra di 73 acri (30 ettari) che fu battezzato Temple Lot. I mormoni furono espulsi dal territorio primachè la costruzione potesse iniziare. Nel XX secolo, la Chiesa di Cristo è tornata ad essere la proprietaria di Temple Lot.
Il tempio della Comunità di Cristo fu costruito sul lotto del tempio maggiore, così come l'Auditorium, la cappella del quartier generale (Temple Lot) e un centro riservato ai visitatori della Chiesa di Gesù Cristo dei Santi degli Ultimi Giorni.
Alla Comunità di Cristo appartiene anche il tempio di Kirtland, nell'Ohio, il primo luogo di culti e formazione effettivamente completato fra quelli pianificati dai vertici della chiesa. Il Temple Lot è censito nella lista del National Historic Landmark, il registro statunitense dei luoghi di interesse storico nazionale, in coordinamento con le attività educative svolte al suo interno.